# Kaibutsu
Kaibutsu (bra: Monster, em japonês:  怪物, transl. Kaibutsu, em inglês: Monster) é um longa-metragem dramático japonês dirigido por Hirokazu Kore-eda a partir de um roteiro escrito por Yuji Sakamoto. O filme, estrelado por Sakura Andō como uma mãe que confronta um professor após mudanças comportamentais perturbadoras em seu filho, concorreu à Palma de Ouro no 76º Festival de Cinema de Cannes, em maio de 2023 e teve seu lançamento no Japão no dia 2 de Junho de 2023.

## Sinopse
Quando Minato começa a se comportar de maneira estranha, sua mãe sente que há algo errado. Ao descobrir que um professor é a responsável, ela invade a escola exigindo saber o que está acontecendo. Mas à medida que a história se desenrola através dos olhos da mãe, do professor e da criança, a verdade gradualmente aparece.

## Elenco
- Sakura Andō como Saori, uma mãe solteira
- Eita Nagayama como Hori, professor de Minato e Yori
- Soya Kurokawa como Minato, filho de Saori
- Hinata Hiiragi como Yori, colega de classe de Minato
- Mitsuki Takahata como Hirona, namorada de Hori
- Akihiro Tsunoda como Shoda, o vice-diretor da escola primária que Minato e Yori frequentam
- Shidō Nakamura como Kiyotaka, pai de Yori
- Yūko Tanaka como Fushimi, diretora de escola primária

## Produção

### Lançamento

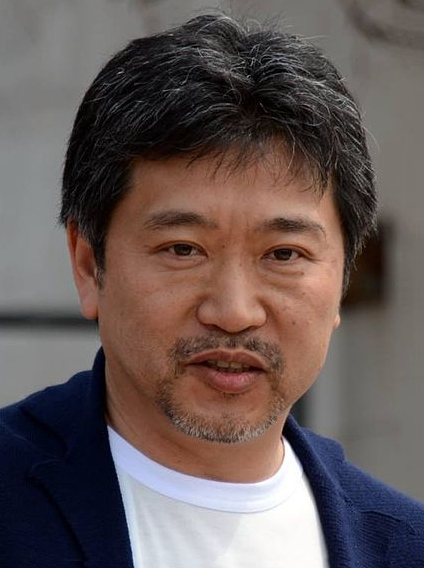
Hirokazu Kore-eda (2015)

Para Hirokazu Kore-eda, Kaibutsu é o primeiro filme em japonês que ele dirige desde o sucesso internacional de Manbiki Kazoku (2018), vencedor do Palme d'Or no Festival de Cannes de 2018 e indicado para o Oscar de melhor filme internacional na 91.ª cerimónia do Óscar. Nesse meio tempo, ele filmou dois longas-metragens: um filme em inglês e francês La Vérité (2019) e um na língua coreana Beurokeo (2022). As informações iniciais sobre o projeto foram divulgadas em novembro de 2022, após o término das filmagens. Neste ponto, Kaibutsu estava em pós-produção. Pela primeira vez desde sua estreia no cinema com Maboroshi (1995), Kore-ida não foi responsável pelo roteiro, este fora escrito pelo roteirista de televisão japonês de sucesso Yuji Sakamoto. Hirokazu descreveu Sakamoto como o único roteirista com quem ele sempre quis colaborar, mas desistiu de pensar que isso aconteceria. Ele também afirmou que sentiu uma sensação de proximidade com Sakamoto por seu interesse compartilhado pelos mesmos motivos, além de sentir "tanto inveja quanto admiração por sua capacidade de desenvolver um assunto de uma maneira tão tremendamente interessante". Sakamoto descreveu Kore-eda como o "melhor roteirista do mundo" e lembrou-se de admirá-lo quando os dois cineastas frequentavam a mesma escola e ocasionalmente se cruzavam.
Sakura Andō, Eita Nagayama e Yūko Tanaka foram escalados para os papéis principais junto com os dois atores mirins: Soya Kurokawa e Hinata Hiiragi. O diretor já havia trabalhado com Andō em Manbiki Kazoku. Os dois atores mirins foram selecionados após repetidas audições. Kore-eda os elogiou por sua química compartilhada na câmera, que contrastava as aparentes diferenças em suas aparências faciais e personalidades.
O prolífico cineasta e autor de best-sellers Genki Kawamura atuou como produtor principal do filme. Kawamura trabalhou anteriormente com Kore-eda na produção de sua série para a Netflix The Makanai: Cooking for the Maiko House (2023). Kenji Yamada atuou ao lado de Kawamura como produtor. A produção foi apoiada financeiramente pelas empresas Toho, Gaga Corporation, Fuji Television Network, AOI Pro e a empresa Bun-Buku de Kore-eda.

### Filmagem
As filmagens ocorreram em aproximadamente 25 locações na região de Suwa da prefeitura de Nagano (Suwa, Okaya, Fujimi e Shimosuwa), de 19 de março a 12 de maio e de 23 de julho a 13 de agosto de 2022. Aproximadamente 700 estudantes locais do ensino fundamental participaram como figurantes. A antiga Escola Primária Johoku da cidade de Suwa, que foi usada como local de filmagem, foi retratada como Escola Primária Johoku.

### Música
Ryuichi Sakamoto comprometeu-se a compor a trilha sonora do filme. No entanto, Sakamoto não teve força física para aceitar a oferta de criar uma composição completa. A pedido direto do diretor, ele apresentou duas peças para piano. Ele usou músicas de seu novo álbum 12 e velhas canções para compor o todo. Em comentário, Sakamoto afirmou que o filme trata de um "tema esotérico" e que era difícil discernir quem era o "monstro" homônimo. De acordo com Kore-eda, a colaboração com Sakamoto foi um "desejo de longa data que finalmente se tornou realidade". Durante as filmagens e edição, ele ouviu a música de Sakamoto em seu quarto de hotel. Sakamoto faleceu em 28 de março de 2023 após uma longa batalha contra o câncer.

## Lançamento
Um teaser foi publicado no início de janeiro de 2023. Uma promoção foi exibida em fevereiro de 2023 na Berlinale European Film Market. Kaibutsu foi selecionado para concorrer à Palma de Ouro no Festival de Cinema de Cannes de 2023, onde terá sua estreia mundial em maio de 2023. Também foi convidado para o 28º Festival Internacional de Cinema de Busan em Sessão 'Apresentação de Gala' e foi exibido em 7 de outubro de 2023.
No Japão, foi lançado em 2 de junho de 2023 e será codistribuído pela Gaga Corporation e Toho. Gaga tem os direitos de distribuição ao resto da Ásia. Goodfellas cuidará das vendas internacionais, excluindo a Ásia.

## Recepção
No site agregador de críticas Rotten Tomatoes, Kaibutsu detém um índice de aprovação de 96%, com base em 120 críticas com uma classificação média de 8,1/10. O consenso dos críticos do site diz: "Suavemente devastador em sua compaixão, é uma obra-prima de mudanças de perspectivas que surpreende até o fim." O Metacritic, que usa uma média ponderada, atribuiu uma pontuação de 81 em 100 com base em 34 críticos, indicando "aclamação universal".
Revendo o filme após sua estreia em Cannes, Peter Bradshaw, do The Guardian, concedeu-lhe 4 de 5 estrelas, considerando-o "um filme criado com grande inteligência moral e humanidade". Namrata Joshi, do The New Indian Express, e Alissa Wilkinson, da Vox, elogiaram o domínio de Kore-eda na direção de performances infantis, o que Joshi sugeriu que pode ter revigorado o diretor.